# Stazione di Castelnovo Sotto
La stazione di Castelnovo Sotto è stata stazione ferroviaria posta lungo la ex linea ferroviaria Reggio Emilia-Boretto dismessa nel 1955, era servizio del comune emiliano di Castelnovo di Sotto.

## Storia
La stazione fu aperta nel 1927 dalla SAFRE, come parte della linea Reggio Emilia-Boretto e venne dismessa insieme alla linea nel 1955. È sede di un ristorante e dell'unico albergo del paese.

## Curiosità
La stazione viene inquadrata nella scena finale del film di Don Camillo monsignore... ma non troppo del 1961, già dismessa da ben sei anni.